# Anh Việt Thu
Anh Việt Thu (tên thật Huỳnh Hữu Kim Sang, 1939-1975) là nhạc sĩ người Việt Nam nổi tiếng từ trước năm 1975 tại miền Nam Việt Nam. Ông là tác giả của nhiều ca khúc nổi tiếng như Hai vì sao lạc, Tám điệp khúc, Người ngoài phố.

## Cuộc đời
Anh Việt Thu sinh năm 1939 tại Campuchia, đến năm 1940 thì mới được làm giấy khai sinh tại làng An Hữu, quận Cái Bè, tỉnh Mỹ Tho (nay là xã An Hữu, huyện Cái Bè, tỉnh Tiền Giang). Tên "Kim Sang" là tên của vị sư thầy tại ngôi chùa Campuchia mà cha mẹ ông đến cầu tự. Trên bia mộ của Anh Việt Thu có ghi pháp danh của ông là Minh Hạnh. Ông là anh cả, dưới còn có ba người em là Phi Long, Phi Hùng và em út Việt Thu, thế nên mới sinh ra bút danh "Anh Việt Thu" với nghĩa là "Anh của Việt Thu". Theo nhạc sĩ Phạm Minh Cảnh, là người anh trong gia đình nên khi chứng kiến cảnh hai người em trai ly tán người miền Nam kẻ miền Bắc mà nhạc sĩ Anh Việt Thu sáng tác ra ca khúc nổi tiếng "Hai vì sao lạc".
Anh Việt Thu sáng tác rất sớm. Từ năm 1956, ông đã có một số tác phẩm đầu tay như "Giòng An Giang", "Đẹp Bạc Liêu",... Từ đó cho đến lúc qua đời, ông đã sáng tác khoảng hơn hai trăm bài hát.
Bạn bè nhận xét rằng Anh Việt Thu là người ít nói, hiền lành, sống nhiệt thành và có tính nghệ sĩ. Lúc ông dạy nhạc ở Tây Ninh, tuy lương bổng rất khá nhưng do tính nghệ sĩ nên vẫn thường túng thiếu, có lúc đã phải bán cả radio để trả tiền thuê nhà.
Anh Việt Thu qua đời ngày 15 tháng 3 năm 1975 (nhằm ngày 3 tháng 2 năm Ất Mão) tại Y viện Quảng Đông, Sài Gòn do bệnh hoại thận. Ông được đưa về quê án táng tại nơi mà ngày nay thuộc xã An Hữu, huyện Cái Bè, tỉnh Tiền Giang.

## Sự nghiệp âm nhạc
Niên khoá 1958-1959, Anh Việt Thu là trưởng đoàn văn nghệ Tổng hội Sinh viên Quốc gia.
Năm 1963, ông đã làm luận án về âm nhạc học tại nhạc viện Tōkyō (Nhật Bản) và sau đó đỗ tốt nghiệp hạng ưu tại Trường Âm nhạc Quốc gia Sài Gòn khóa đầu tiên.
Năm 1964, ông về Tây Ninh dạy nhạc cho Trường Nam Trung học Tây Ninh (nay là Trường Trung học cơ sở Trần Hưng Đạo).
Từ năm 1965 đến năm 1966, ông thành lập đoàn Du ca Phù Sa gồm ông, Anh Việt Thanh, Hà Phương, Phạm Minh Cảnh, hát từ Cần Thơ ra đến Huế.
Năm 1966, ông là huấn luyện viên các khóa huấn luyện Thanh Ca Tác Động do Bộ Thanh Niên tổ chức tại Sài Gòn, cùng với Đỗ Quý Toàn, Nguyễn Đức Quang, Phương Oanh, Nguyễn Thanh, Ngô Mạnh Thu,.. Khóa sinh do Ty Thanh Niên ở các tỉnh tuyển chọn và đưa về dự. Đây tiền thân của Phong trào Du ca Việt Nam.
Trong các năm 1966 - 1968, ông được Đài Vô tuyến Việt Nam mời về làm chương trình Phù Sa và Tuần báo văn nghệ truyền thanh. Sang năm 1971, ông có riêng chương trình Giờ âm nhạc Anh Việt Thu trên Đài Vô tuyến Truyền hình Việt Nam (VNCH)
Giai đoạn 1972 - 1973, Anh Việt Thu hợp tác với hãng Đĩa hát Việt Nam thực hiện một số băng nhạc cổ vũ tín hiệu hoà bình từ Hiệp định Paris (1973).
Về cuối đời, ông làm việc tại Phòng Văn nghệ Đài phát thanh quân lực Việt Nam Cộng hòa chung với nhạc sĩ Trần Thiện Thanh và Phạm Minh Cảnh.
Lời cuối

Hình chụp năm 1968, lúc xuất bản tuyển tập 8 tình khúc Anh Việt Thu.

Viết về Tuyển tập 8 tình khúc Anh Việt Thu - Mùa xuân đó có em (1968):
| “              | Trong giây phút chờ đợi ấn hành, tác giả xin dành lại sự quyết định sau cùng, có thể bán hoặc cho không từng bài hay xoá bỏ tất cả những bài hát trong tuyển tập này và xin xem như không có tác giả trong cái xô bồ của làng nhạc ở đây nữa. Trân trọng xin giới thưởng ngoạn nghệ thuật đón nghe và đón xem nhưng đừng đợi chờ. Lời cuối cùng là lời chân thành cảm tạ và có thể là lời tạ từ bởi chăng, sự an nghỉ là linh dược của người điên. Để từ đó, tác giả yêu Phạm Công Thiện và thương Nguyễn Đức Sơn vô cùng.... | ” |
| — Anh Việt Thu | |   |

Lời trần tình
Mùa xuân đó có em
| “              | ...Là bài tình ca mang bóng dáng những khuôn mặt người yêu và bạn bè. Là những bài hát đã viết trong suốt quãng đời tuổi trẻ xem như những đoá hoa cỏ dại rải rác bên đường... | ” |
| — Anh Việt Thu | |   |

## Tác phẩm

### Danh sách ca khúc
Những ca khúc in đậm là những ca khúc viết trong khoảng thời gian 1956 - 1958.
- Anh còn gì cho em (1966)
- Bài ca dao đầu lòng
- Bài thơ mái lá (Anh Việt Thu - Anh Thế Quế)
- Bảy màu vang (1966, thơ Trường Anh)[gc 1]
- Buồn thu nhỏ (1962)
- Cho tình yêu chúng mình (1970)
- Có tiếng ai cười (với Lâm Mộng Giang)
- Cuốn theo chiều gió (1966)
- Chân dung (1966)
- Dấu chân chim
- Đa tạ (1966)
- Đàn tím (thơ Tạ Tỵ)
- Đẹp Bạc Liêu (Anh Việt Thu - Anh Thế Quế)
- Đêm xuống thấp
- Đi về phía mặt trời
- Đường chân trời (1970)
- Đường chúng ta đi
- Đường này anh về đâu
- Đường về miền Nam
- Gánh lúa ban chiều
- Gió về miền xuôi (1967, thơ Thiên Hà)
- Giòng An Giang[gc 2]
- Hai vì sao lạc (1966)
- Lời phủ dụ từ tâm
- Lời ru tiếng nhớ (hay Cho tôi sống lại một ngày, 1968)[gc 3]
- Máu chảy về tim (1971)
- Mình nhớ nhau không (1970)
- Một mai mai một (1966)
- Một mình thôi (lời Thanh Tâm, 1971)
- Một sớm lên đường
- Mùa vui mới
- Mùa xuân đó có em (1969)
- Mùa xuân hát cho em (Thơ: Cao Tiêu)
- Mưa Cẩm Giang (thơ Trường Anh)
- Mưa đêm nay (1966, thơ Trường Anh)
- Ngày lên cao (1966)
- Ngược dòng Cửu Long
- Người bạn tình xưa (1971)
- Người ngoài phố (1970)
- Nhắn bạn tình xa (1971)
- Nhặt lá bàng (với Anh Thế Quế)
- Nhớ nhau hoài (thơ Thiên Hà)
- Nhớ vịnh Hà Tiên (với Kim Mã)
- Như giọt xuân rơi[gc 4]
- Nhịp cầu ai bắc ngang sông
- Những niềm thương mến
- Nụ xanh rêu (1972, thơ Hoàng Anh Tuấn)
- Nửa mảnh trăng quê
- Quyết chiến thắng
- Phố trắng (1969)
- Sẽ có một ngày
- Sóng bạc đầu (1968)
- Tám điệp khúc (1965)
- Tạ ơn người (1971)
- Tôi ru tôi
- Tuổi thôi nôi
- Từ đó (1968)
- Từ giây phút này (1970)
- Thuyền xuôi Kiên Giang
- Tiếp nối
- Trên đầu súng (1972)
- Trong cuộc tình sầu (lời Phạm Lê Phan, 1970)
- Vang vọng (lời Tường Linh)
- Về Đồng Tháp
- Vùng trời sỏi đá (1966)
- Vui về miền quê
- Về nguồn
- Xa dấu ngựa hồng (thơ Thiên Hà)

### Tác phẩm khác
1. Liên ca "Đường chúng ta đi", gồm 16 bài hát vùng lên: "Đường chúng ta đi", "Lời trần tình", "Gọi tên", "Về nguồn", "Người vào chiến sử", "Dựng cờ", "Sớm mai hồng", "Những bước chân kiêu hùng", "Với tin yêu", "Trên đường đi tới", "Đi về phía mặt trời", "Anh về", "Vuốt mặt", "Trên đầu súng", "Tạ ơn người", "Bài ca dao đầu lòng", "Gian khổ có nhau". Phát hành năm 1971.
2. Tập nhạc "Dạ khúc Kim Sang", gồm mười tác phẩm nhạc không lời dành cho dương cầm và vĩ cầm, đoạt giải Schola Cantorum (Roma, Ý) năm 1962.
3. Trường ca Anh Hùng Ca "Xuân Nguyễn Huệ", đoạt giải Nhất xuân Bính Ngọ 1966 do Cục Vô tuyến truyền thanh tổ chức, gồm các bài: "Sông Gianh", "Vùng lên", "Hận sông Gianh", "Tiếng hát từ lòng đất", "Những cánh đồng biên giới", "Vùng mặt trời".

### Lời tựa đầu bản nhạc
- Buồn thu nhỏ: "Tác phẩm dự thi nhập học lớp sáng tác niên khóa 1962-1963 tại trường Âm nhạc và Kịch nghệ Sài Gòn."
- Mùa xuân đó có em: "Viết trên đồng dây thép gió Phú Thọ, mùa xuân ngủ muộn năm sáu mươi chín, trời thấp và mây đùn quanh tháp cổ."
- Tám điệp khúc: "Bài hát của chàng dành ru khi nàng buồn ngủ."
- Vùng trời sỏi đá: "Viết tại nhà Nguyễn Thế Danh, tặng thi sĩ Tô Kiều Ngân hạ vàng sáu mươi sáu."